# Elze (Basse-Saxe)
Pour les articles homonymes, voir Elze.
Elze est une ville d’environ 9 000 habitants, dans l'état fédéral de Basse-Saxe dans le nord de l'Allemagne. Elle est située près de la ville de Hildesheim et de Hanovre, et fait partie du district administratif de Hildesheim et de la région métropolitaine de Hanovre-Braunschweig-Göttingen-Wolfsburg.

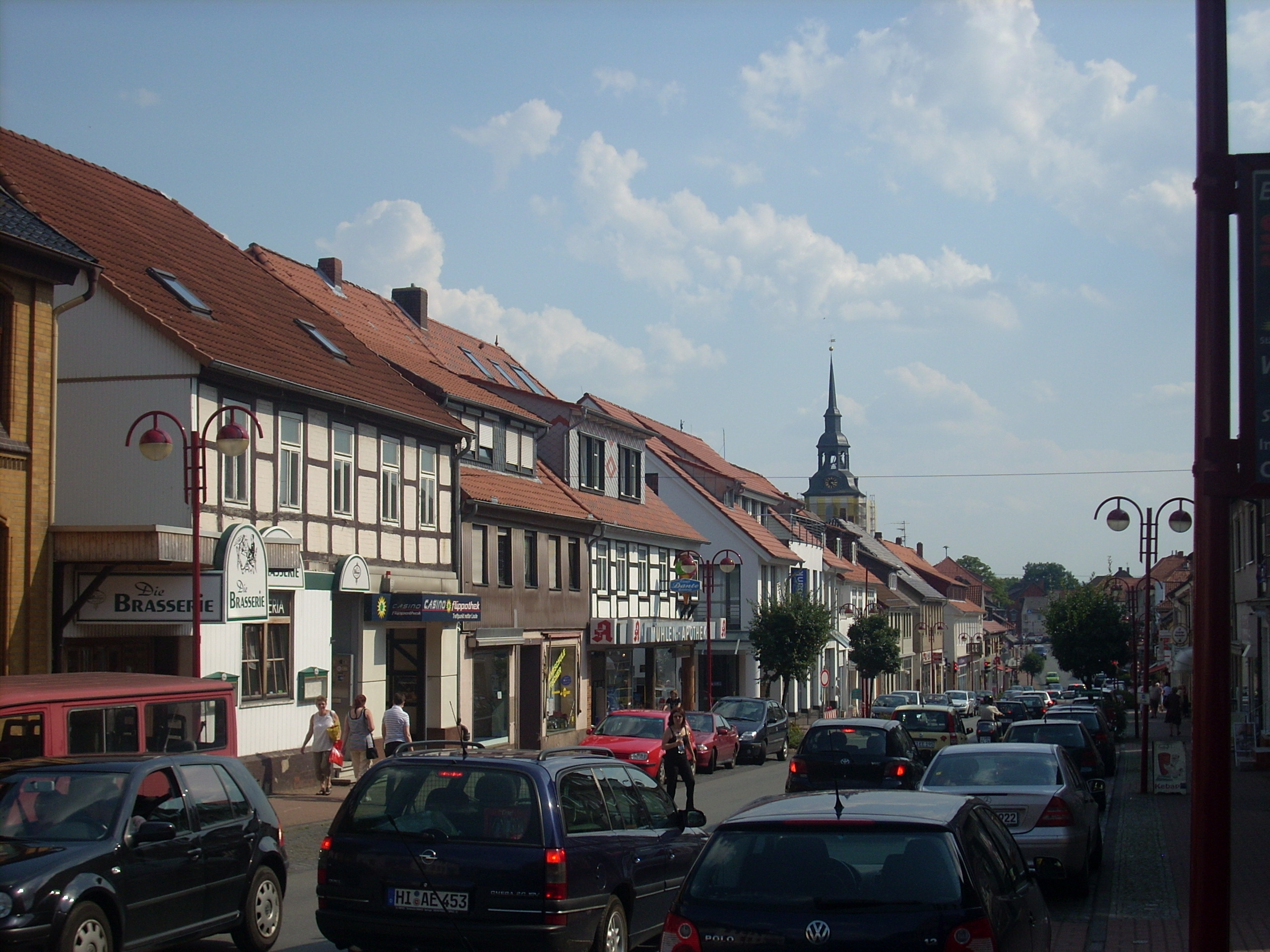
Maisons typiques du centre-ville
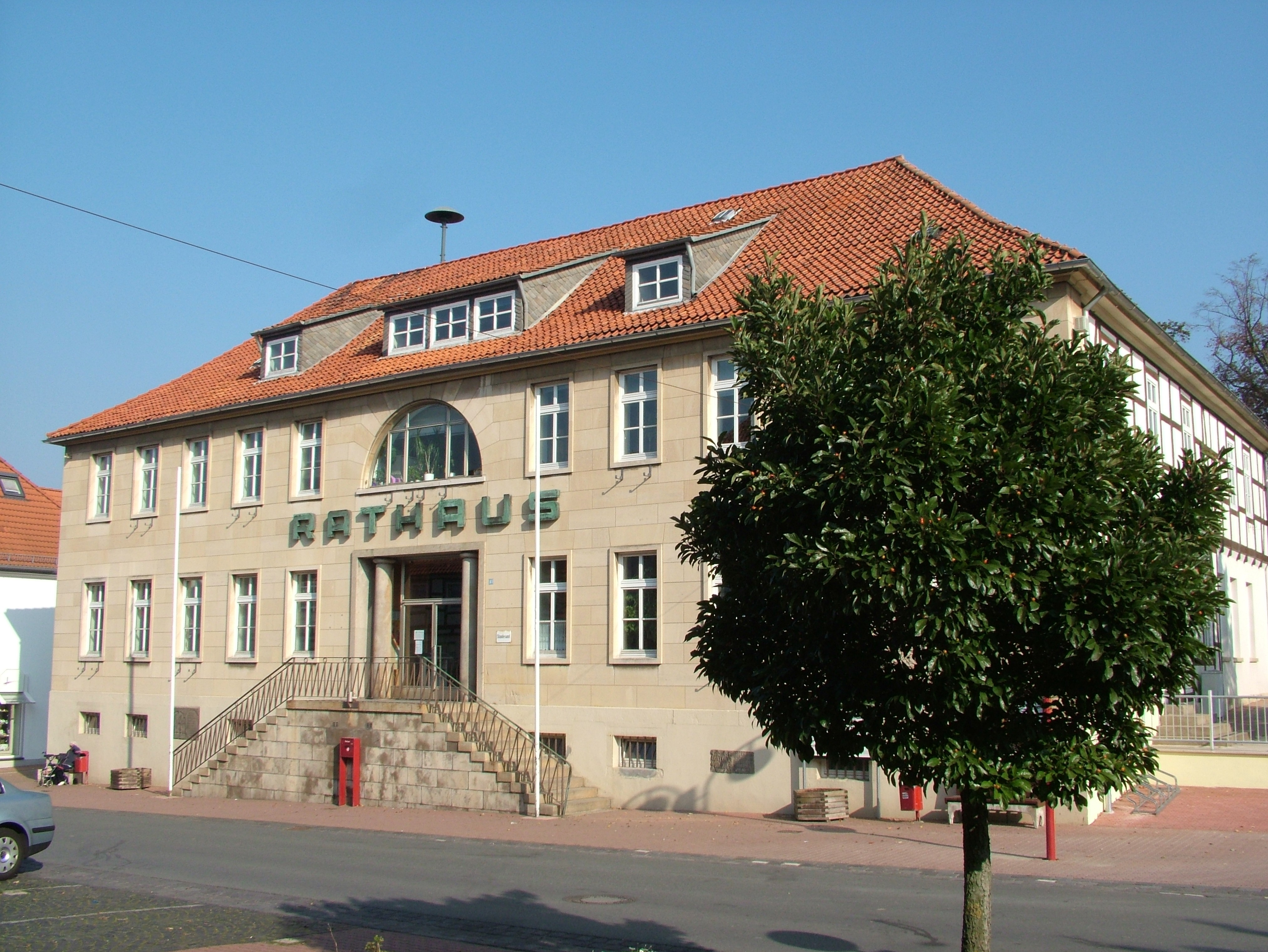
Mairie d'Elze
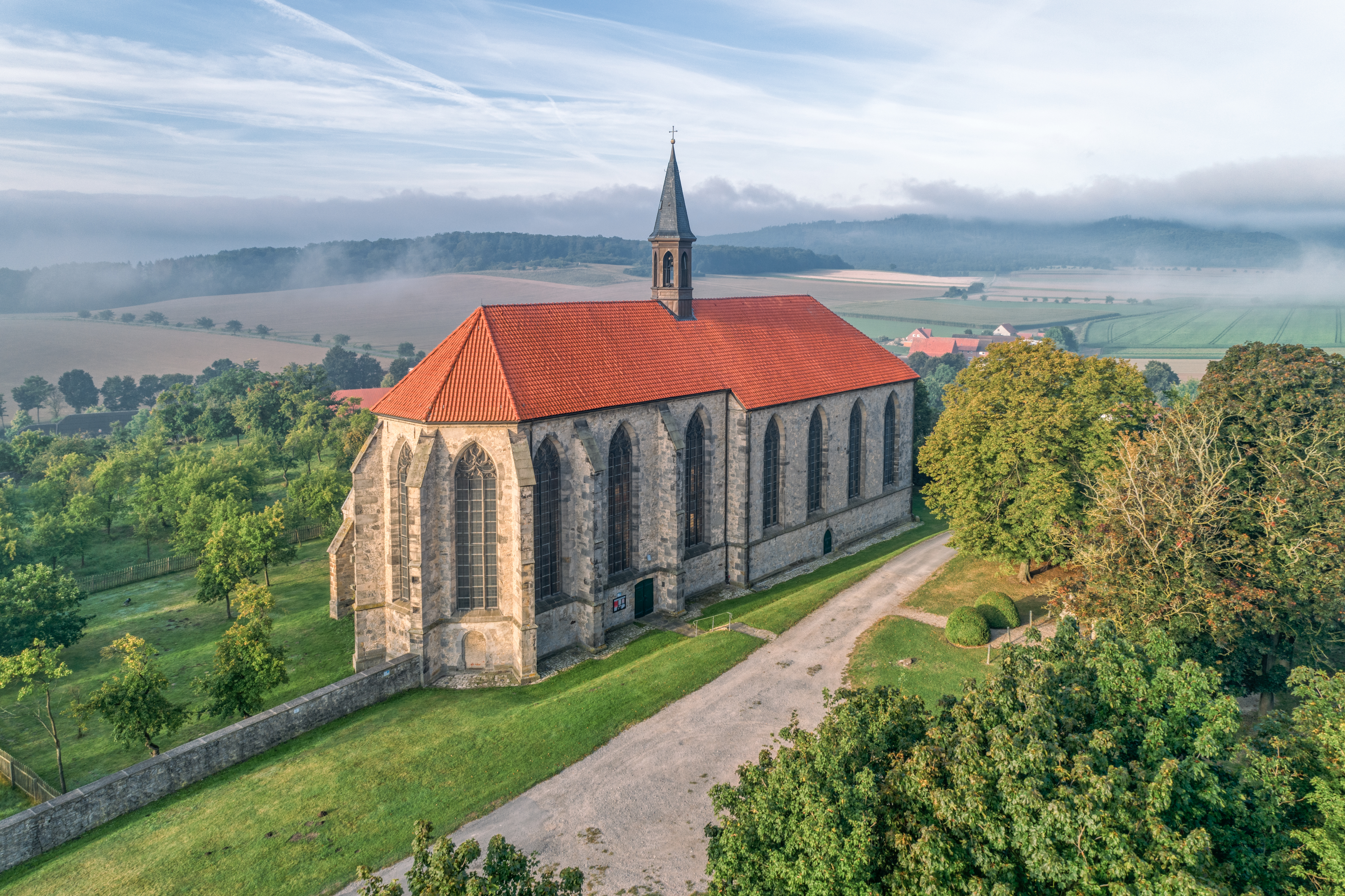
Kloster Wittenburg (de), église à Elze. Septembre 2021.

La ville d'Elze est longée de la rivière Leine.
Le vieux centre-ville est typique avec ces maisons à colombage.

## Personnalités liées à Elze
- Justus Gesenius, né le 6 juillet 1601 à Esbeck et mort le 18 septembre 1673 à Hanovre, est un poète et théologien luthérien
- Wilhelm von Zastrow (1779-1842), général prussien mort à Elze.
- Johann Heinrich Louis Krüger, né le 21 septembre 1857 et mort 1. Juin 1923 à Elze, était mathématicien et géodésien. Il a travaillé entre autres, une méthode de projection des surfaces courbée de la terre sur des cartes planes, qui est nommée après Carl Friedrich Gauss et lui.
- Philipp Furtwängler, né le 21 avril 1869 à Elze et mort le 19 mai 1940 à Vienne en Autriche, est un mathématicien allemand spécialiste en théorie des nombres. C'est un cousin de l'archéologue Adolf Furtwängler et le père du chef d'orchestre Wilhelm Furtwängler.
- Władysław Kozakiewicz, ancien champion perchiste polonais, devenu professeur de sport à Elze.

## Villes jumelées
Le 30. Mai 1971 fut ratifié le contrat de jumelage avec la ville d'Ecouché